# Massanes, Gard
Massanes là một xã trong tỉnh Gard thuộc vùng Occitanie, phía nam nước Pháp. Xã Massanes, Gard nằm ở khu vực có độ cao trung bình 107 mét trên mực nước biển.